# Skåneguldet

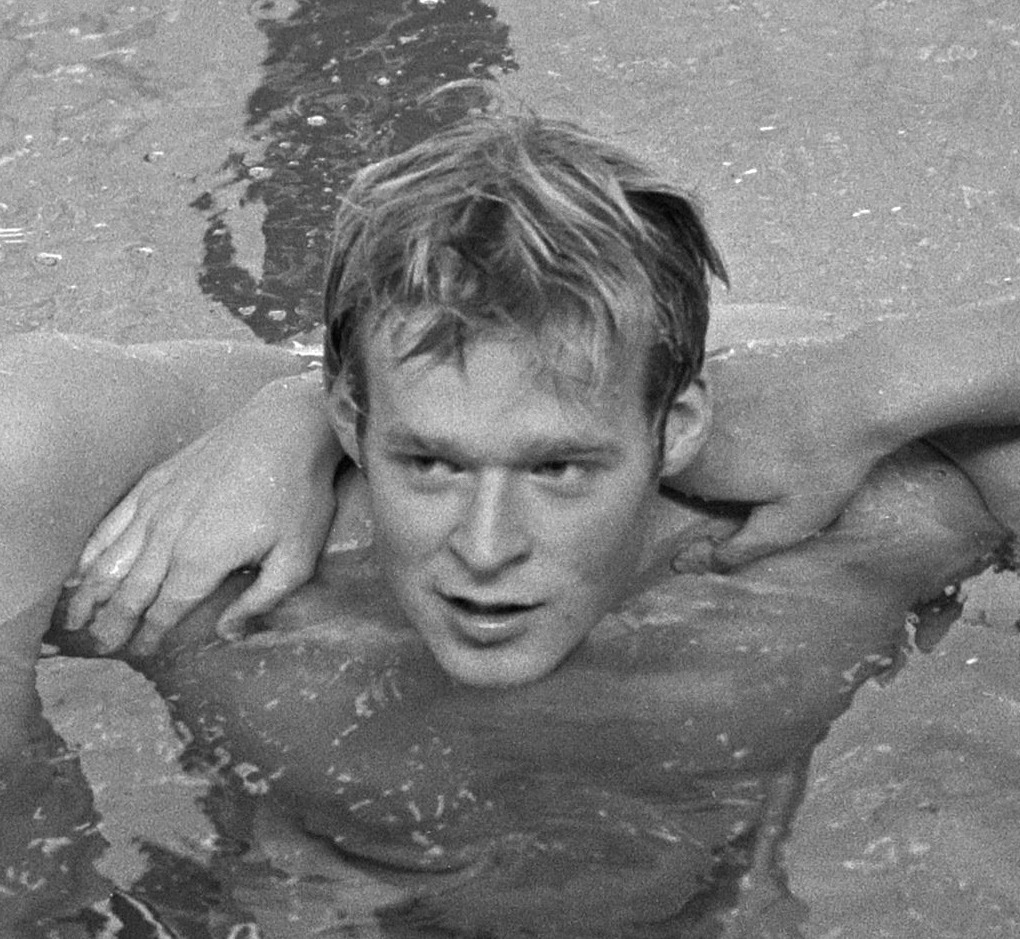
Gunnar Larsson, trefaldig vinnare av rundtursmedaljen.

Skåneguldet, tidigare Rundturens guldmedalj, var ett pris som sedan 1934 årligen delades ut av Södra journalistföreningen (tidigare Svenska journalistförbundets södra krets) till Skånes bästa idrottsprestation under året. Priset uppkallades efter "Pressens rundtur" (1919–1968), en festival med olika tävlingar, uppvisningar och andra arrangemang, med ett kuponghäfte som gav tillträde till dessa och andra attraktioner i Malmö, samt även gav olika rabatter och fungerade som lottsedel. Kuponghäftet såldes för att bidra till fackföreningens finanser. När rundturen upphörde fortsatte priset (som fortsatte att kallas "Rundtursguldet" långt in på 1990-talet) att delas ut av Malmö idrottsjournalisters klubb, tills denna upplöstes cirka 2008. De inledande åren sade prisets stauter att det endast kunde delas ut en gång till samme mottagare, men statuterna "anpassades" och 1964 fick Bertil Nyström priset för andra gången, och 1970-1972 fick Gunnar Larsson priset tre år i rad.

## Mottagare
- 1934 Lennart Strandberg, Malmö AI, friidrott[4]
- 1935 Bo Ljungberg, Malmö AI, friidrott[4]
- 1936 Fred Warngård, Malmö AI, friidrott[4]
- 1937 Lennart Atterwall, Malmö AI, friidrott[4]
- 1938 Sally Bauer, Helsingborgs Simsällskap, simning[4]
- 1939 Maj-Britt Andersson, Limhamns SS, simning[4]
- 1940 Sture Andersson, Landskrona CK, cykel[4]
- 1941 Helsingborgs IF, fotboll[4]
- 1942 Hans Liljekvist, IS Göta, friidrott[4]
- 1943 Bertil Persson, SK Ran simning[5]
- 1944 Malmö FF, fotboll[5]
- 1945 Lennart Strand, Malmö AI, friidrott[5]
- 1946 Knut Nordholm, Malmöpolisen, fäktning[5]
- 1947 Gisela Thidholm, Trelleborgs SS, simning[5]
- 1948 Karl-Erik Nilsson, GAK Enighet och Gustaf Freij, IK Sparta, brottning[6]
- 1949 Calle Palmér, fotboll[7]
- 1950 Laroy Månsson, brottning, segelflygning[8]
- 1951 Kjell Tånnander, Malmö AI, friidrott (mångkamp)[9]
- 1952 Viking Palm, brottning[7]
- 1953 Kalle Svensson, fotboll[7]
- 1954 Åke Moberg, handboll och militär femkamp
- 1955 Margareta Westeson, simning[10]
- 1956 Herbert Dahlbom, IFK Kristianstad, cykel[11]
- 1957 Björn Malmroos, Malmö AI, friidrott[12]
- 1958 Kjell Jönsson, IFK Malmö, handboll[13]
- 1959 Karin och Kristina Larsson, SK Ran, simning
- 1960 Henry Christensson, IFK Malmö, fotboll[14]
- 1961 Bertil Nyström, Klippans BK, brottning[15]
- 1962 Ewy Rosqvist, motorsport (rally)
- 1963 Prawitz Öberg, Malmö FF, fotboll
- 1964 Bertil Nyström, Klippans BK,  brottning[15]
- 1965 Bo Larsson, Malmö FF, fotboll[16]
- 1966 Leif Freij, Björnekulla BK, brottning[17]
- 1967 Malmö FF, fotboll[18]
- 1968 Eva Twedberg, Malmö AI, badminton[19]
- 1969 Ricky Bruch, friidrott[20]
- 1970 Gunnar Larsson, simning[21]
- 1971 Gunnar Larsson, simning[22]
- 1972 Gunnar Larsson, simning[23]
- 1973 Rolf Edling, fäktning
- 1974 Rolf Edling, Lugi, fäktning[24]
- 1975 Sven-Åke Nilsson, cykling
- 1976 Lars-Erik Skiöld, BK Envig, brottning[25]
- 1977 Roy Andersson, fotboll
- 1978 Ragnar Skanåker, skytte
- 1979 Malmö FF, fotboll[26]
- 1980 Benni Ljungbeck, brottning
- 1981 Tommy Persson, friidrott[27]
- 1982 Ragnar Skanåker, skytte
- 1983 Ragnar Skanåker, skytte[28]
- 1984 Roger Tallroth, brottning och Henrik Sundström, tennis[29]
- 1985 Torbjörn Blomdahl, biljard
- 1986 Malmö FF, fotboll
- 1987 Annette Hagre, bowling[30]
- 1988 Torbjörn Blomdahl, biljard[31]
- 1989 Jörgen Persson, bordtennis
- 1990 Sten Sjögren, handboll
- 1991 Jörgen Persson, bordtennis[32]
- 1992 Malmö IF, ishockey
- 1993 Anette Nilsson, Pan/Önos, orientering[33]
- 1994 Roland Nilsson, Helsingborgs IF, fotboll[34]
- 1995 Lim Xiaoqing, Aura, badminton[35]
- 1996 Sven Nylander, friidrott
- 1997 Johanna Sjöberg, simning[36]
- 1998 Paula Törnqvist, fälttävlan[37]
- 1999 Helsingborgs IF, fotboll
- 2000 Pia Hansen, Hässleholmsortens JK. sportskytte
- 2001 Rolf-Göran Bengtsson, ridsport[38]
- 2002 Peter Ijeh. Malmö FF. fotboll
- 2003 Niklas Skoog, fotboll[39]
- 2004 Rolf-Göran Bengtsson, ridsport[40]
- 2005 Morgan Lundin, bågskytte[41]
- 2006 Kenny Jönsson, ishockey[42]
- 2007 Johan Wissman, friidrott[43]

## Flerfaldiga mottagare
Fyra gånger
Malmö FF: 1944, 1967, 1979, 1986
Tre gånger
Gunnar Larsson: 1970, 1971, 1972
Ragnar Skanåker: 1978, 1982, 1983
Två gånger
Bertil Nyström: 1961, 1964
Rolf Edling 1973, 1974
Torbjörn Blomdahl: 1985, 1988
Jörgen Persson: 1989, 1991
Helsingborgs IF: 1941, 1999
Rolf-Göran Bengtsson: 2001, 2004